# Sipoo
Sipoo  (Sibbo  en suédois) est une municipalité de la côte sud de la Finlande.

## Histoire

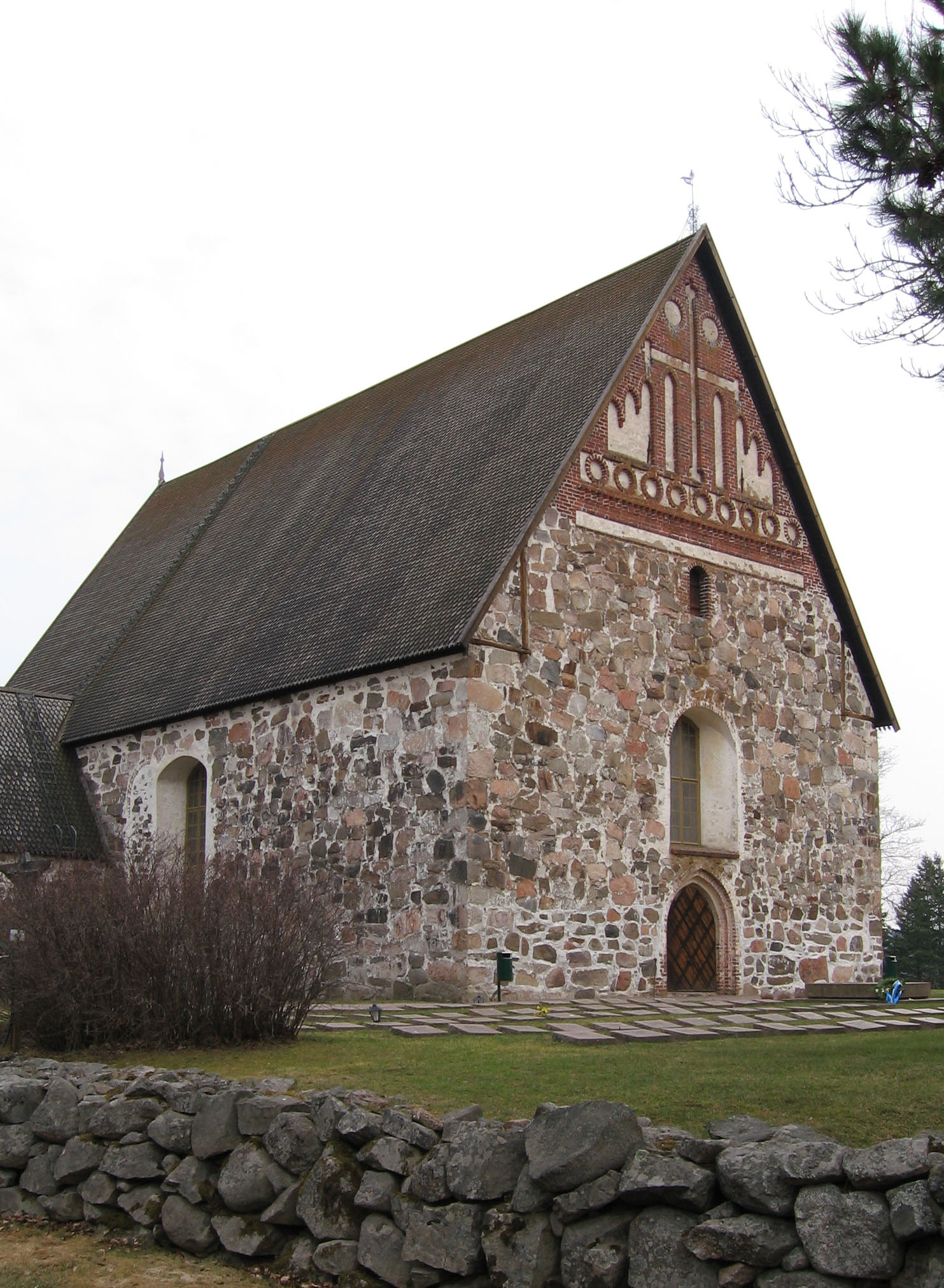
Église médiévale de Sipoo.

Mentionnée pour la première fois en 1352, Sipoo est séparée de Porvoo en 1425, alors qu'Helsinki ne sera fondée que 125 ans plus tard. On y trouve au XVIIe siècle une fabrique de salpêtre, puis au XVIIIe siècle un petit chantier naval. Selon une légende locale, les Vikings auraient construit le vieux château Sibbesborg à l'embouchure de la rivière Sipoo. Cependant, il est plus probable que l'édifice ait été construit par des croisés Danois. Le chef aurait été appelé Sibb ou Sibba, d'où la localité aurait tiré son nom, Sibbo (en Suédois).
La commune alors presque totalement suédophone, reste jusqu'à récemment une commune rurale endormie, sans possibilité de se développer en une véritable ville car coincée entre Helsinki et Porvoo. Zacharias Topelius y résidera longtemps avant d'y mourir en 1898. Elle devient bilingue en 1953, puis connaît une croissance spectaculaire de sa population (10 442 en 1960, 14 025 en 1987, elle approche aujourd'hui des 20 000) en raison du très fort développement d'Helsinki qui rejette ses habitants toujours plus loin en banlieue. Ces nouveaux arrivants ont très majoritairement le finnois comme langue maternelle, et c'est logiquement qu'en  2003 le finnois est devenu la langue majoritaire.

## Géographie
Sipoo se situe dans la banlieue-Est d'Helsinki, traversée par la nationale 7 (route E18) en direction de la Russie. Elle fait partie du Grand Helsinki.
On y trouve une église médiévale parmi les plus connues de Finlande.
Les communes voisines sont Helsinki, Vantaa, Kerava, Järvenpää et Tuusula à l'ouest, Mäntsälä au nord, Pornainen au nord-est et Porvoo à l'est.

### Cession d'une partie du territoire
La commune a connu une forte pression de la part d'Helsinki à compter du printemps 2006, la capitale ayant pour projet d'annexer les franges occidentales de Sipoo, 25 km2 en tout. En septembre 2006, le ton est monté d'un cran entre les deux équipes municipales, Sipoo confirmant son opposition à cette annexion et présentant des contre plans. La dispute entre les deux communes a été finalement tranchée par le conseil des ministres qui par 8 voix contre 4 le 28 juin 2007 a confirmé l'annexion d'une partie de Sipoo par Helsinki. Un recours de Sipoo devant la cour suprême administrative a été rejeté et le rattachement a été effectué le 1erjanvier 2009, la commune perdant dans l'opération plus de 5 % de sa population et les quartiers d'Östersundom, Karhusaari et Landbo, désormais quartiers d'Helsinki-Est.

## Démographie
Depuis 1980, la démographie de Sipoo a évolué comme suit, :
| Année      | 1980   | 1985   | 1990   | 1995   | 2000   | 2005   |
| ---------- | ------ | ------ | ------ | ------ | ------ | ------ |
| population | 12 971 | 13 875 | 14 671 | 15 497 | 17 477 | 18 719 |

| Année      | 2010   | 2015   | 2020   |
| ---------- | ------ | ------ | ------ |
| population | 18 253 | 19 399 | 21 488 |

## Économie

### Principales entreprises
En 2021, les principales entreprises de Sipoo par chiffre d'affaires sont :
| Société                            | C.A.   |
| ---------------------------------- | ------ |
| Inex Partners Oy                   | 433 M€ |
| Arla Oy                            | 323 M€ |
| Lival Oy Ab                        | 79 M€  |
| Hartwall K Oy Ab                   | 63 M€  |
| Ingman Finance Oy Ab               | 42 M€  |
| PNO Finland Oy                     | 30 M€  |
| Halti Oy                           | 27 M€  |
| Massby Facility & Services Ltd. Oy | 16 M€  |
| Semtu Oy                           | 13 M€  |
| K-Supermarket Söderkulla           | 8 M€   |

### Employeurs
En 2021, les plus importants employeurs de Sipoo sont:
| Employeur                                | Employés |
| ---------------------------------------- | -------- |
| Inex Partners Oy                         | 1254     |
| Arla Oy                                  | 326      |
| Hartwall K Oy Ab                         | 112      |
| Attendo Joenranta                        | 93       |
| Nano, lasten ja nuorten Kerhotoiminta Oy | 75       |
| Ingman Ice Cream                         | 64       |
| Halti Oy                                 | 55       |
| M & P Oy Suomi, Finland                  | 40       |
| Lival Oy Ab                              | 36       |
| Kaivutyö Reinikka Oy                     | 34       |

## Lieux et monuments

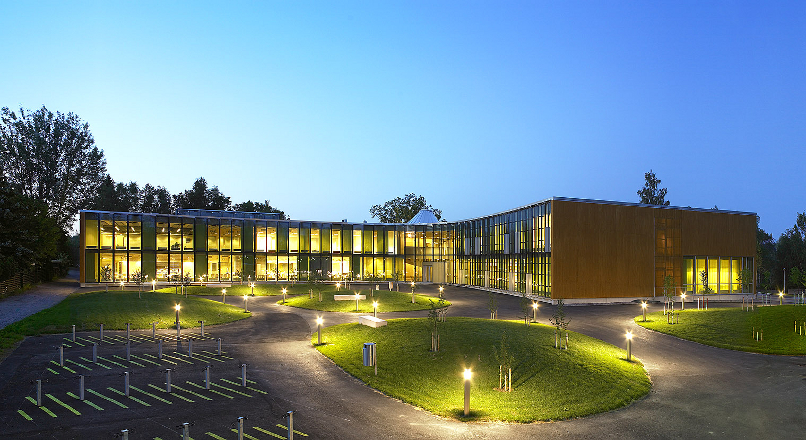
Lycée de Sipoo.

- Église médiévale de Sipoo
- Parc national de Sipoonkorpi
- Nouvelle église de Sipoo (fi)
- Sipoonjoki (fi)
- Sipoonlinna (fi)
- Sipoonjoen koulu

## Jumelages
Sipoo est jumelée avec:
| Ville | Ville          | Pays | Pays     |
| ----- | -------------- | ---- | -------- |
|       | Aurskog-Høland |      | Norvège  |
|       | Frederikssund  |      | Danemark |
|       | Kumla          |      | Suède    |
|       | Kuusalu        |      | Estonie  |